# Simopelta andersoni
Simopelta andersoni is een mierensoort uit de onderfamilie van de Ponerinae. De wetenschappelijke naam van de soort is voor het eerst geldig gepubliceerd in 2008 door Mackay & Mackay.